# شركة بوز
هه
شركة بوز (بالإنجليزية: Bose Corporation)‏ هي شركة تصنيع أمريكية تبيع معدات الصوت. تأسست الشركة من قبل أمار بوز في عام 1964 ويقع مقرها في فرامنغهام، ماساتشوستس. تشتهر بأنظمة الصوت المنزلية ومكبرات الصوت وسماعات إلغاء الضوضاء ومنتجات الصوت الاحترافية وأنظمة صوت السيارات. تشتهر بوز بكونها تحمي بشكل خاص براءات الاختراع والعلامات التجارية.
المالك الأكبر لشركة بوز هو معهد ماساتشوستس للتكنولوجيا. وفقًا للتقرير السنوي للشركة للسنة المالية 2021، بلغت المبيعات السنوية للشركة 3.2 مليار دولار، ووظفت الشركة ما يقرب من 7,000 شخص.

## تاريخ
تأسست الشركة في ولاية ماساتشوستس عام 1964 على يد أمار بوس بتمويل من مستثمرين خاصين، بما في ذلك المشرف أطروحة أمار الجامعية وأساتذة آخرين. بدأ اهتمام أمار بأنظمة السماعات في عام 1956 عندما اشترى نظام استريو وأصيب بخيبة أمل بسبب أدائه. كان الغرض من الشركة هو تطوير أنظمة السماعات التي تستخدم مكبرات صوت متعددة تستهدف الجدران المحيطة لتعكس الصوت وتكرار صوت قاعة الحفلات الموسيقية.
في عام 1966، كان Bose 2201 أول منتج تبيعه الشركة. كان تصميمًا غير عادي يتكون من 22 مكبر صوت وكان التصميم مخصصًا ليتم وضعها في زاوية الغرفة، باستخدام انعكاسات على الجدران لزيادة الحجم الظاهري للغرفة. كان المنتج فاشلاً في السوق وتم إيقافه بعد ثلاث أو أربع سنوات.
بعد هذه التجربة، توصلت الشركة إلى استنتاج مفاده أن تقنيات قياس النظام الصوتي في ذلك الوقت (مثل قياس التشوه واستجابة التردد) لم تكن طرقًا فعالة لتقييم هدف إعادة إنتاج الصوت الطبيعي. قال بوز بأن أفضل مقياس لجودة الصوت هو تصور المستمع. في عام 1968 أيضًا، قدمت الشركة نظام مكبرات الصوت الاستريو Bose 901، والذي يستخدم ثمانية محركات متوسطة المدى تشير إلى الحائط خلف السماعة، وموجه تاسع نحو المستمع. كان الغرض من هذا التصميم هو تحقيق هيمنة انعكاس الصوت المباشر في مساحات الاستماع المنزلية. كان التصميم المستخدم في 901 غير تقليدي مقارنة بمعظم الأنظمة، حيث تواجه مكبرات الصوت متوسطة المدى وعالية التردد المستمع مباشرة. حقق المنتج نجاحًا تجاريًا بسرعة، ونمت شركة بوز بسرعة خلال السبعينيات. كان طراز Bose 901 الدعامة الأساسية لمجموعة بوز لسنوات عديدة، حيث تم إنتاجه من عام 1968 وحتى عام 2016.
تم افتتاح أول متجر بيع بالتجزئة للشركة في عام 1993 في مدينة كيتيري بولاية مين.
في عام 2011، تبرع رئيس مجلس الإدارة والمالك الأساسي آنذاك، أمار بوس، بأغلبية أسهم الشركة التي لا يحق لها التصويت إلى صاحب العمل السابق وجامعته، معهد ماساتشوستس للتكنولوجيا. يتم دفع عائد نقدي سنوي «لدفع مهمة البحث والتعليم لمعهد ماساتشوستس للتكنولوجيا». ومع ذلك، نصت شروط استلام الأسهم على أن معهد ماساتشوستس للتكنولوجيا لم يُسمح له ببيعها، ولم يُسمح له بالمشاركة في إدارة الشركة وحوكمتها. بعد وفاة أمار بوس في عام 2013، أصبح بوب ماريسكا الرئيس التنفيذي.
في يونيو 2016، وسعت بوز وFlex Manufacturing شراكتهما الإستراتيجية. سيتم نقل عمليات بوز في ماليزيا والمكسيك إلى فليكس.
في نهاية عام 2017، استقال ماريسكا من منصب الرئيس التنفيذي وتولى رئيس شركة Bose Phil Hess المنصب. ظل ماريسكا رئيسًا لمجلس الإدارة.
في يناير 2020، أعلنت شركة بوز أنها ستغلق جميع متاجرها للبيع بالتجزئة التي يزيد عددها عن 100 متجر في أمريكا الشمالية واليابان وأوروبا وأستراليا. سيحتفظون بوجودهم عبر الإنترنت، بالإضافة إلى بيع منتجاتهم من خلال تارغت وأمازون.
في أواخر يناير 2020، حل الرئيس ومدير العمليات جيم سكامون محل فيل هيس.
في أغسطس 2020، عينت الشركة أول رئيسة تنفيذية لها، ليلي سنايدر، التي كانت سابقًا مديرة تنفيذية في بيتني باوز ‏. سنايدر، التي ستتولى منصبها في سبتمبر 2020، هي خريجة معهد ماساتشوستس للتكنولوجيا، بعد أن حصلت على الماجستير والدكتوراه. درجات في الهندسة الميكانيكية هناك.

## مصانع الشركة
يتم تصنيع منتجات بوز في الولايات المتحدة والمكسيك والصين وماليزيا. تقع مصانع الشركة في الولايات المتحدة في فرامنغهام، ماساتشوستس (أيضًا موقع مقر الشركة)، وفي ويستبورو، ماساتشوستس، وفي ستو، ماساتشوستس. تقع مصانع بوز في المكسيك في كل من تيخوانا وسان لويس ريو كولورادو. يقع مصنع بوز الماليزي في باتو كاوان وهو أيضًا مركز توزيع الشركة لمنطقة آسيا والمحيط الهادئ والشرق الأوسط.